# 埃利 (新澤西州)
埃利（英語：Ely）是位於美國新澤西州蒙茅斯縣的非建制地區。

## 歷史
埃利的郵局於1886年設立，其後於1906年停運。

## 地理
埃利所處的海拔為高於海平面61米（即200英呎），而該地所採用的時區為UTC-5，即北美东部时区（EST）。同時該地設有夏令時間，為UTC-5調快一小時，即UTC-4（EDT）。